# NGC 604

NGC 604

إن جي سي 604 في علم الفلك (بالإنجليزية: NGC 604) هي منطقة هيدروجين II في المجرة مسييه 33 وهي ترى في اتجاه كوكبة المثلث. تمتد التلك المنطقة عبر زاوية قدرها 9و1'  × 2و1' واكتشفها وليام هيرشل في 11 سبتمبر 1784 . ويرجع اسم تلك المنطقة إلى رقم قيدها في فهرس جديد أنشيء في الثمانينيات من القرن التاسع عشر وهو الفهرس العام الجديد. وتعتبر إن جي سي 604 أحد مناطق الهيدروجين II التي اكتشفت في الكون.
تقع NGC 604 على أحد أذرع المجرة مسييه 33 التي تعرف أيضا باسم «سديم المثلث». وتعتبر مجرة المثلث
أحد المجرات القريبة منا، فهي تبعد عنا نحو 8و2 مليون سنة ضوئية؛ وهي تتبع المجموعة المحلية التي هي مجموعة مجرات من ضمنها مجرتنا درب التبانة، وتتكون المجموعة المحلية من نحو 40 مجرة كبيرة وصغيرة، أكبرهم مجرة المرأة المسلسلة. يبلغ نصف قطر المجموعة المحلية نحو 10 ملايين سنة ضوئية، بالمقارنة بقطر مجرة درب التبانة البالغ نحو 150.000 سنة ضوئية؛ كما يبلغ قطر مجرة المثلث نحو 35.000 سنة ضوئية.
المجرة مسييه 33 تحوي منطقتين آخرتين من «مناطق الهيدروجين II»، هما: إن جي سي 595 وإن جي سي 592.

## نجوم تنشأ حديثا
إن جي سي 604 هي أحد أكبر المناطق التي تنشأ فيها نجوم جديدة، وجدها الفلكيون في مجرة مسييه 33 القريبة منا. وتمتد منطقتها عبر نحو 1300 سنة ضوئية ويوجد فيها ما يزيد عن 200 من النجوم الناشئة حديثا، وهي نجوم شديدة السخونة، وبسبب ارتفاع درجة حرارتها فهي تظهر بلون أزرق؛ ويقدر عمر تلك النجوم الحديثة ينحو 3 ملايين سنة. كما يشير تحليل طيف تلك النجوم أن المنطقة تحوي عدد كبير من النجوم النشطة كبيرة الكتلة من نوع نجم وولف-رايت حيث فيها نجوم زرقاء. من ضمنهم نحو 50 نجم نشأوا قبل نحو 4 ملايين سنة.

## الوسط بين نجمي
يبدو الوسط البين نجمي في 'إن جي سي 604 وفيه بنيتة فقاعات وخيوط. وطبقا لما يعرفه الفلكيون اليوم أن تلك البنية تتكون بسبب وجود رياح نجمية ناشئة من النجوم الجديدة الشديدة الحرارة، ومن جهة أخرى تتكون تلك الفقاعات والخيوط بسبب انفجار مستعرات عظمى.

## اقرأ أيضا
| - قائمة السدم الانبعاثية - المجموعة المحلية - مجرة ماجلان الكبرى - مجرة إهليجية - إن جي سي 2359 | - الانفجار العظيم - خط زمني للانفجار العظيم - تجمع المعين |  |

## وصلات خارجية
- Nebula NGC 604 @ SEDS Messier pages
- NASA APOD: NGC 604 - August 16, 1996